# Société d'État des participations industrielles
La Société d'État des participations industrielles (en espagnol : Sociedad Estatal de Participaciones Industriales, SEPI) est un fonds souverain ou holding publique, détenue à 100 % par l'État espagnol.
Sa présidente est, depuis le 31 mars 2021, María Belén Gualda González.

## Histoire
Elle est créée en 1995 par l'Institut national de l'industrie (INI) pour lui succéder et reprend les fonctions exercées depuis 1992 par le groupe TENEO après qu'il a été dissous en 1996.

## Participations
La SEPI détient notamment les chantiers navals Navantia, l'agence de presse EFE, la corporation de Radio et télévision espagnole (RTVE) et la Société d'État des Courriers et Télégraphes (Correos). Elle possède une participation dans Enagas, Réseau électrique d'Espagne, Airbus ou l'opérateur de satellite Hispasat.